# Marina Anna Eich

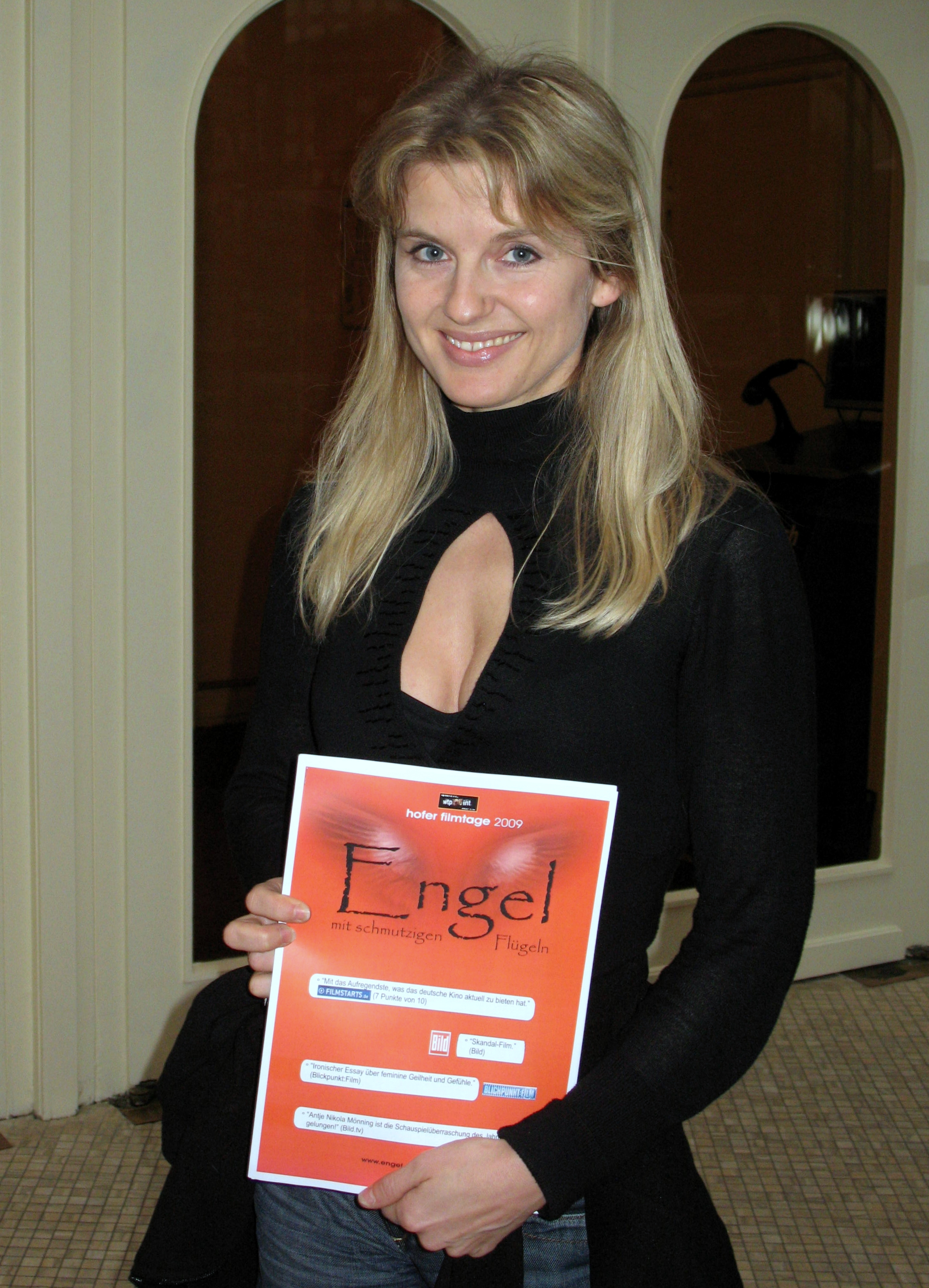
Marina Anna Eich in der Astor Film Lounge (2010)

Marina Anna Eich (* 17. Dezember 1976 in Oberammergau) ist eine deutsche Schauspielerin und Filmproduzentin.

## Werdegang
Nach dem Abitur in Garmisch-Partenkirchen studierte Marina Anna Eich Spanisch, Englisch und Französisch in Ecuador, Kanada und Frankreich. Sie lernte Tanz an der Tanzakademie der Oper Leipzig und an der Hochschule für Musik und darstellende Kunst Frankfurt am Main.
Eich wirkte in verschiedenen Film- und Fernsehproduktionen als Schauspielerin und Tänzerin mit, wie zum Beispiel als „Eva Braun“ in einem Doku-Spielfilm für das japanische Fernsehen.
Im Jahre 2000 traf Eich auf das Team von wtp international und arbeitete bis zum Frühjahr 2022 für die Produktionsfirma als Schauspielerin und Produzentin. Sie co-produzierte u. a. die Komödie Pentamagica (2002/2003), den Kurzfilm Sind Mädchen Werwölfe…?, das Erotik-Drama 24/7 The Passion of Life (2005), die Dramödie Mein Traum oder Die Einsamkeit ist nie allein (2007) und das Erotik-Drama Engel mit schmutzigen Flügeln (2009), den Psycho-Thriller Die Wahrheit der Lüge (2011), das Drama Illusion (2013). Illusion ist für www.sneakfilm.de „Ganz großes Kino!“
Marina Anna Eich war Repräsentantin der wtp international GmbH und für das Marketing, den Verleih und Vertrieb, sowie für das DVD- und VoD-Label verantwortlich.
Ihre Filmografie als Schauspielerin beinhaltet u. a. Hauptrollen in Roland Rebers Todesrevue (2020), dem Drama Illusion (2013), Mein Traum oder Die Einsamkeit ist nie allein (2007), 24/7 The Passion of Life (2005), The Dark Side of our inner Space (2003), Pentamagica (2003).
Eich war zusammen mit Roland Reber bis 2008 Repräsentantin des Cairo International Film Festivals für Deutschland und Repräsentantin für das Damaskus International Filmfestival für Europa. Sie wurde im Februar 2007 als Vorsitzende in die CineFemmes Jury des Internationalen Filmfestivals in Mons (Belgien) berufen. Seitdem ist Eich regelmäßig in unterschiedlichen Filmjurys tätig.

## Jurytätigkeit
- 2007: Festival d’Amour de Mons, Belgien
- 2008: Internationales Muscat Film Festivals,OMAN
- 2008: SITGES Int. Filmfestival, Spanien
- 2008: Internationales Filmfestival Ourense, Spanien
- 2009: FANTASPORTO Int. Filmfestival, Portugal
- 2009: Festival du cinema Italien d’Annecy, Frankreich
- 2009: International Film Festival of India, Goa
- 2010: Internationales Kurzfilm Festival, Landshut
- 2013: Brüssel International Fantastic Film Festival, Belgien
- 2014: Festival de Cinema de Terror de Molins de Rei, Spanien
- 2015: International Film Festival Innsbruck, Österreich
- 2019: Beeston Film Festival, UK
- 2020: Beeston Film Festival, UK
- 2020: 49th Sehsüchte International Student Film Festival, Babelsberg
- 2021: Hope International Film Festival Stockholm, Schweden

## Filmografie (Auswahl)
- 1999: Jagd auf Amor (Regie: Holger Barthel)
- 2000: Zwang (Regie: Roland Reber)
- 2000: Vienna (Regie: Peter Gersina)
- 2000: Josephine (Regie: Rajko Grlic)
- 2001: Das Zimmer (Regie: Roland Reber), 6 internationale Filmpreise
- 2002: dann nenn es halt Liebe (Kurzfilm, Regie: Mira Gittner)
- 2003: Pentamagica (Regie: Roland Reber)
- 2003: The Dark Side of our inner Space (Thriller)
- 2005: 24/7 The Passion of Life (Regie: Roland Reber, Mira Gittner)
- 2007: Mein Traum oder Die Einsamkeit ist nie allein (Regie: Roland Reber)
- 2009: Engel mit schmutzigen Flügeln (Regie: Roland Reber)
- 2009: Break – No Mercy, Just Pain! (Horrorfilm, Regie: Matthias Olof Eich)
- 2012: Die Wahrheit der Lüge (Regie: Roland Reber)
- 2013: Illusion (Regie: Roland Reber)
- 2018: Der Geschmack von Leben (Regie: Roland Reber)
- 2020: Roland Rebers Todesrevue (Regie: Roland Reber)